# Atypus baotianmanensis
Atypus baotianmanensis är en spindelart som beskrevs av Hu 1994. Atypus baotianmanensis ingår i släktet Atypus och familjen pungnätsspindlar. Inga underarter finns listade.